# 特洛伊波包

特洛伊波包的演化动画

1982年，在家用微電腦ZX Spectrum上運行了特洛伊波包的經典模擬。该波包最初是以隨機分佈在高斯函數峰值內的點集合來近似，並根據牛顿方程進行運動，而這個集合會維持在局部。為了方便比較，後面進行了第二個模擬，當圓偏振電場(旋轉)的強度等於零時，波包(這些點)會完全在圓周上擴散開來。

特洛伊波包（英語：trojan wave packet ）是非穩態且不擴散的波包 ，屬於由原子核和一個或多個電子波包所組成的人造系统，受到连续电磁场高度激发。 
强烈的偏振电磁场會将电子波包控制住，或是說將其“捕获”在特意选择的轨道（能量殼層）中。 波包名稱源自太阳–木星系统中的特洛伊小行星 。 特洛伊小行星位於木星轨道上的拉格朗日平衡点L4和L5，围绕著太阳运行。它们在此處相位鎖定，避免相互碰撞，而特洛伊波包的結合方式就類似於這種現象。 

## 概念与研究
特洛伊波包的概念源自蓬勃发展的物理学领域，物理领域已經可以做到在原子層級上操纵原子和离子，造出可以控制原子的离子阱，進而使用離子阱來创造新的物質形態，包括离子液体、維格納晶體和玻色-爱因斯坦凝聚 。 控制量子特性的能力是在现实生活中發展奈米元件（例如量子点和微晶片阱）應用的直接關鍵。2004年研究表明，造出一個實際上是單原子的阱，並操縱原子內部電子的行為是有可能的。 
在2004年使用激發態鋰原子進行的實驗中，研究人員能夠將單顆電子定位在15000個軌道（900 ns）中的其中一個軌道上，既不會擴散，也不會色散。這種「經典原子」是透過微波場來合成的，藉由 "拴住 "電子，使其運動被相位鎖定在微波場內。這種獨特原子系統中的電子相位鎖定，就類似於上面所堤到的木星軌道的小行星相位鎖定。
這個實驗所探討的技術是對一個早期問題的解決方案，這問題可追溯到1926年。當時的物理學家意識到，任何初始的局部波包都將不可避免地擴散到整個電子軌道，物理學家注意到「原子庫侖位能的波方程會產生色散」。到了1980年代，幾組研究人員證明了這一點。波包會在軌道上一路擴散開來，並與自己發生相干性干涉。近期透過諸如特洛伊波包等實驗所實現的創新是將波包局部化，亦即沒有發生擴散。該創新是應用了圓偏振電磁場，在微波頻率下與電子波包同步，故意讓電子波包保持在拉格朗日型軌道上。 特洛伊波包實驗是建立在之前激發態鋰原子實驗的工作基礎上，實驗的原子對電場和磁場反應靈敏，衰變周期相對較長，而電子則出於各種意圖和目標，確實運行在經典軌道上。由於偏振微波場可以用來進行控制和響應，因此對電場和磁場的敏感度相當重要。

### 超越单电子波包

在物理学中， 作為一個單位傳播的波動作，波包指的是「單脈衝串」（burst）或「包络」（envelope）。 我們可以将波包分析成无穷多个不同波数的 正弦波，或者藉由這些正弦波合成出波包，这些正弦波的相位和振幅仅在很小的空间区域内产生建設性干涉，在其他地方则是破坏性干涉。

下一個合乎邏輯的步驟是嘗試從單電子波包進展到多電子波包 。而雙電子波包已經在钡原子中完成這兩個電子波包都是局域化的。但是它們最終在原子核附近碰撞，進而產生色散 。另一種技術採用了一對非色散電子，但其中一顆電子的軌道必須局部化且靠近原子核。這種非色散型雙電子特洛伊波包的演示改變了現況，而這些是單電子特洛伊波包的下一階段類比，專為類比激發氦原子而設計。 
到2005年7月，帶有具相干性、稳定性的非色散型雙電子波包的原子已经被實作了出來。 它们可以是處於激发態的类氦原子或量子点氦（在固态应用中），也可以在原子（量子）尺度上類比於牛顿经典物理学的三体问题。同时，圆偏振电磁场和磁场使在氦原子或量子点氦（带有杂质中心）的雙电子組態能夠穩定，且在廣闊的電磁波譜內都能維持稳定。因此，這種雙電子波包的組態被認為是真正的非色散性，比如，配置在受到束縛的二維空間量子点氦的電子。現今已經有了各式各樣的雙電子的特洛伊波包組態，而截至2005年，只有一個三維空間的配置。  在2012年進行了一项重要的实验步骤，不仅以绝热变化的频率生成并锁定特洛伊波包，也按照Kalinski和Eberly的预测對原子進行擴張。 透過在絕熱斯塔克場（adiabatic Stark field）中的連續激發，可以在氦中产生雙电子朗繆爾特洛伊波包，先是在He+
上首次产生圆形单电子环，接著再將第二個電子置於類似的狀態 。

## 进一步阅读

### 图书
- March, Raymond E.; John F. J. Todd. . USA: CRC Press. 1995. ISBN 978-0-8493-4452-7.
- March, Raymond E.; John F. Todd.  2. Wiley, John & Sons, Incorporated. 2005  [2020-07-15]. ISBN 978-0-471-48888-0. （原始内容存档于2020-08-09）.

### 期刊文章
- Sirko, L.; Koch, P. M. . Applied Physics B: Lasers and Optics. 1995, 60: S195–S202.
- Klar, H. . Zeitschrift für Physik D. 1989, 11 (1): 45–52. Bibcode:1989ZPhyD..11...45K. doi:10.1007/BF01436583.
- Maeda, H.; Gurian, J. H.; Gallagher, T. F. . Physical Review Letters. 2009, 102 (10): 103001–103004. Bibcode:2009PhRvL.102j3001M. doi:10.1103/PhysRevLett.102.103001.
- Stroud, C. R., Jr. . Physics. 2009, 2: 19. Bibcode:2009PhyOJ...2...19S. doi:10.1103/Physics.2.19.